# Amahuaka tapantiensis
Amahuaka tapantiensis är en insektsart som beskrevs av Nielson och Carolina Godoy 1995. Amahuaka tapantiensis ingår i släktet Amahuaka och familjen dvärgstritar. Inga underarter finns listade i Catalogue of Life.